# Elecciones regionales de Valle del Cauca de 2007
En las elecciones regionales de Valle del Cauca de 2007, se eligió de al Gobernador del departamento de Valle del Cauca para el periodo 2008 - 2011. Estas elecciones se caracterizaron por continuar el declive de la influencia de los partidos tradicionales, ya que en las anteriores elecciones regionales Angelino Garzón resultó elegido gobernador por una notable diferencia frente a sus contendores de los tradicionales partidos, Conservador y Liberal. También marcó la aparición de otros movimientos políticos liderados por Juan Carlos Martínez Sinisterra y Carlos Herney Abadía.
Las elecciones se llevaron a cabo el 28 de octubre de 2007 y resultó elegido Juan Carlos Abadía quien estuvo en el cargo desde el 1 de enero de 2008 hasta el 25 de mayo de 2010, 19 meses antes de terminar su mandato, destituido por la Procuraduría General de la Nación por participación en política.

## Candidaturas

### Por un Valle Seguro
La falta de líderes de peso que se postularan a la gobernación, sumado al desprestigio de los partidos políticos tradicionales, fue un  escenario propicio para que Carlos Herney Abadía, exsenador condenado por el Proceso 8.000 e inhabilitado de por vida para participar en política, promoviera la candidatura de su hijo Juan Carlos. Este renunció a su curul como Concejal de Cali para aspirar a un nuevo cargo, el cual inicialmente era la alcaldía de la misma ciudad. Sin embargo, la competencia entre Francisco José Lloreda y Jorge Iván Ospina por el cargo no le daba muchas posibilidades, por lo que finalmente se inscribió para las elecciones a gobernador con el aval de las firmas recogidas en su movimiento que nombró 'Por un Valle Seguro'. Desde siempre se le ha asociado con narcotraficantes como Alias Chupeta, y al polémico exsenador, condenado por parapolítica y sindicado de narcotráfico, Juan Carlos Martínez Sinisterra.

### Partido Conservador
Los grupos políticos tradicionales del Valle buscaban un candidato de consenso para hacerle frente a la amenaza que representaba Abadía y sus aliados, por lo que algunos congresistas promovieron el nombre de Francisco Murgueitio, avalado por el Partido Conservador. Fue representante a la cámara y concejal de Cali, así como alto comisionado de paz de Cali, muy cercano al exministro de Defensa y excandidato presidencial Rodrigo Lloreda Caicedo.

### Alas Equipo Colombia
El empresario Alejandro De Lima Bohmer presentó su postulación al cargo, respaldado por algunos sectores empresariales. De Lima fue director de la Corporación Autónoma Regional del Valle del Cauca (CVC) y recibió el respaldo de Germán Vargas Lleras para la postulación a la gobernación.

### Otras colectividades
Luego del fallido intento de buscar un candidato de coalición para enfrentar a Abadía, los precandidatos continuaron con su postulación, como Fabiola Perdomo por la Alianza Social Indígena y apoyada por Roy Barreras, María del Socorro Bustamante, que tenía el respaldo del Partido Liberal y Orlando Riascos, apoyado por Angelino Garzón y quien se presentó por el Polo Democrático Alternativo. Los únicos candidatos que estaban por fuera de esa fallida coalición fueron Francisco Lamus, de la Alianza Social Afrocolombiana quien nunca fue invitado a participar y Heyder Orlando Gómez del Movimiento MIRA, partido que nunca ha hecho parte de coaliciones.